# ويلبر كوين
ويلبر كوين (بالإنجليزية: Wilbur Coen)‏ هو لاعب كرة مضرب أمريكي، ولد في 23 ديسمبر 1911 في كانساس سيتي في الولايات المتحدة، وتوفي في 5 فبراير 1998.

## وصلات خارجية
- ويلبر كوين على موقع رابطة محترفي التنس (الإنجليزية)
- ويلبر كوين على موقع الاتحاد الدولي لكرة المضرب (الإنجليزية)
- ويلبر كوين على موقع كأس ديفيز (الإنجليزية)
- ويلبر كوين على موقع خلاصة التنس.كوم (الإنجليزية)